# Bitcoin
Bitcoin je decentralizirana, distribuirana, anonimna platna mreža, a ujedno i virtualna kriptovaluta koju ta platna mreža koristi. Bitcoin platna mreža funkcionira pomoću kompleksnog algoritma kojeg je izumio čovjek ili skupina ljudi pod pseudonimom Satoshi Nakamoto. Transakcije u mreži Bitcoin (s velikim B) se bilježe u javnoj knjizi (popisu transakcija) koristeći vlastitu valutu, koja se također zove bitcoin (ali s malim slovom "b"). Plaćanja se provode na principu peer-to-peer mreže, bez središnje institucije ili jednog administratora.
Novi bitcoini dodjeljuju se kao nagrada za obradu transakcija korisnicima koji nude svoju računalnu snagu za provjeru i spremanje uplata u javnoj knjizi. Ovi pojedinci ili tvrtke uključuju se u aktivnosti održavanja Bitcoin mreže (tzv. "rudarenje") u zamjenu za transakcijske pristojbe i novonastale bitcoine. Osim rudarenjem, bitcoini se mogu kupiti novcem (u kunama, eurima, dolarima ili bilo kojoj drugoj valuti) ili se dobivaju u zamjenu za proizvode i usluge. Korisnici mogu slati i primati bitcoine elektroničkim putem za neznatnu naknadu pomoću računalnih programa (tzv. "novčanika"), koji se mogu nalaziti na osobnom računalu, mobilnom uređaju ili na internetu kao web aplikacija.
Bitcoin kao način plaćanja za proizvode i usluge je u porastu. Trgovci prihvaćaju digitalnu valutu jer su naknade 2-3% niže nego kod kartičnih procesora. Europska bankarska agencija je upozorila da Bitcoin platnoj mreži nedostaje zaštite potrošača. Za razliku od kreditnih kartica, naknade za transakciju plaća kupac, a ne trgovac. Bitcoin transakcije su nepovratne - jednom izvršenu transakciju nije moguće poništiti. Komercijalna upotreba Bitcoin sustava je trenutno relativno mala u odnosu na njegovu uporabu od strane špekulanata koji zarađuju na cjenovnoj nestabilnosti (volatilnost) bitcoina.
Bitcoin se zbog svoje anonimnosti, kao i gotovina, može koristiti za ilegalne aktivnosti. U listopadu 2013. američki FBI zatvorio je "Silk Road" - online crno tržište i pritom su zaplijenili 144.000 bitcoina u vrijednosti 28,5 milijuna američkih dolara (prema tadašnjem tečaju). Odnos državnih institucija prema Bitcoinu varira od zemlje do zemlje, a u SADu i od savezne države do savezne države. U Njemačkoj bitcoin ima status privatnog novca, u Danskoj i Ujedinjenom kraljevstvu se na trgovanje bitcoinom ne plaća porez, a u većini zemalja EU se bitcoin slobodno koristi. No, neke vlade su pak neprijateljski nastrojene prema bitcoinu - Rusija je zabranila korištenje bitcoina, a u Kini kupnja bitcoina podliježe ograničenjima (npr. kineske banke ne smiju poslovati s bitcoin tvrtkama).
Bitcoin za sada funkcionira na margini financijskog sustava. Ne izdaje ga središnja banka. Nije pod ingerencijom monternih vlasti i funkcionira bez ikakvih institucionalnih posrednika (banaka). Bitcoin je kritiziran zbog njegove zlouporabe u ilegalnim aktivnostima, visoke potrošnje električne energije, volatilnosti cijene, te mogućnosti da se radi o špekulativnom balonu. 

## Povijest
Bitcoin je teoretski osmišljen u znanstvenom radu objavljenom 2008. godine. Identitet autora koji se potpisao sa "Satoshi Nakamoto" je nepoznat. Bitcoin mreža u praksi počinje s radom u siječnju 2009. godine.
U samim početcima Bitcoin mreža je bila sklona pogreškama. U 2009., pronađena je pogreška u ranom Bitcoin klijentu što je dopustilo stvaranje velikog broja bitcoina. U ožujku 2013. tehnički kvar je izazvao podjelu Bitcoin mreže na dva neovisna dijela. Šest sati dvije različite Bitcoin mreže su radile paralelno, svaka sa svojom verzijom povijesti transakcija. Programeri Bitcoin sustava pozvali su na privremenu obustavu prometa, što je izazvalo oštar pad cijene. Normalni način rada je obnovljen kroz nekoliko sati. 
Veće web stranice počele su prihvaćati Bitcoin otprilike 2013. WordPress je započeo u studenom 2012 nakon čega slijede OKCupid u travnju 2013., Atomic Mall u studenom 2013., TigerDirect i Overstock.com u siječnju 2014., Expedia je u lipnju 2014. Određene neprofitne ili interesne skupine, kao što su Electronic Frontier Foundation dopuštaju Bitcoin donacije. Vlasnik trgovine Overstock.com je u ožujku 2014. izjavio da ta trgovina ima dnevni promet od 20-30 tisuća dolara od kupaca koji plaćaju Bitcoinom.
Prve veće policijske i pravosudne akcije protiv onih koji zloupotrebljavaju Bitcoin sustav kreću u svibnju 2013. u SADu. Imovina koja pripada burzi Mt.Gox zaplijenjena je od strane američkog Ministarstva domovinske sigurnosti, a Silk Road ilegalna trgovina je zatvorena od strane FBI-a. 
U listopadu 2013. kineski internetski gigant Baidu je uveo plaćanje Bitcoinom. Tijekom studenog 2013, Bitcoin burza osnovana u Kini "BTC China" je pretekla japansku burzu Mt. Gox i europsku burzu Bitstamp i postala najveća Bitcoin burza po obujmu trgovine. Dana 19. studenoga 2013. vrijednost Bitcoin na burzi Mt. Gox je skočila na vrhuncu US$ 900 nakon što je na ročištu odbora Senata SAD-a je bilo rečeno da su virtualne valute legitimna financijska usluga. Na isti dan, jedan Bitcoin je vrijedio više od RMB 6780 ¥(US $ 1100) u Kini. Dana 5. prosinca 2013. Narodna banka Kine je zabranila kineskim financijskim institucijama korištenje bitcoin valutnog sustava. Nakon objave, vrijednost bitcoina je pala i Baidu više ne prihvaća bitcoin za određene usluge.  Kupnja u stvarnom svijetu roba s bilo kojom virtualnom valutom je u Kini ilegalna barem od 2009. 
Prvi Bitcoin ATM je instaliran u listopadu 2013. u Vancouveru u Kanadi. Danas se u Hrvatskoj nalaze čak 4 Bitcoin bankomata, 2 u Zagrebu, 1 u Splitu i 1 u Rijeci, a nedavno je u Splitu otvorena i prva Bitcoin mjenjačnica. [nedostaje izvor]
Prema Europskoj središnjoj banci, decentralizacija novca kojeg omogućava bitcoin ima svoje teoretske korijene u Austrijskoj školi ekonomije, posebice u knjizi Denationalisation of Money: The Argument Refined, autora i nobelovca Friedricha von Hayeka, u kojoj Hayek zagovara potpuno slobodno tržište u proizvodnji, distribuciji i upravljanju novcem kako bi se ukinuo monopol centralnih banaka.

## Majning
Emisija novih bitcoina je decentralizirano, ne ovisi o nijednom regulatornom organu, opseg emisije je poznat unaprijed. Standardni dio novih bitcoina dodaje se iznosu komisiona od transakcija uključenih u sljedeći blok. Ukupni iznos kao nagradu prima onaj tko je sljedeći blok dodao u transakcijsku bazu podataka.
U prvim verzijama programa-klijenta je bio gumb "generirati nove bitcoine". Od 2013. majning bez specijaliziranih procesora (na video karticama ili središnjoj procesorskoj jedinici) je postao neisplativo: trošak potrošene električne energije je premašio prosječni rezultat.
2017. pojavila se usluga majninga u oblaku koristeći iznajmljenu snagu. Održavanje opreme, konfiguraciju i povezivanje s internetom preuzima tvrtka koja pruža ovu uslugu. U većini slučajeva stanar može izabrati kriptovalutu za majning i rudarski bazen kojem će se pridružiti.
Nakon formiranja svakih 210.000 blokova (otprilike jednom u 4 godine), je programirana za prepolovljenje veličina nagrade s novim bitcoinima, odnosno ta je vrijednost opadajuća geometrijska progresija (veličina nagrade je 50 → 25 → 12,5 →…). Ukupna emisija bitcoina je ograničena jer je to zbroj članova opadajuće geometrijske progresije i neće premašiti 21 milijun. U svibnju 2014. u optjecaju je bilo 12,7 milijuna bitcoina, u srpnju 2021. je bilo u opticaju 18,77 milijuna bitcoina.

## Vanjske poveznice

### Sestrinski projekti
|  | Zajednički poslužitelj ima još gradiva o temi Bitcoin |

### Mrežna sjedišta
- Bitcoin – službene stranice (engl.)
- HNB: Bitcoin je poput zlata u World of Warcraftu
- Statistike
- CoinMap – CoinMap
- Stranica projekta (engl.)